# Sephisa albimacula
Sephisa albimacula är en fjärilsart som beskrevs av John Henry Leech 1890. Sephisa albimacula ingår i släktet Sephisa och familjen praktfjärilar. Inga underarter finns listade i Catalogue of Life.